# Unterharles
Unterharles ist ein Ortsteil der südthüringischen Kreisstadt Meiningen im fränkisch geprägten Süden von Thüringen.

## Lage
Unterharles liegt rund 11,5 km Luftlinie südlich von der Kernstadt sowie rund 3 km entfernt von Henneberg in einem schmalen Tal mit Wiesen und beiderseitigen bewaldeten Bergen direkt an der Landesgrenze zu Bayern. Nach Einödhausen und Henneberg sowie dem Ortsteil Schwickershausen der Gemeinde Grabfeld verbindet die Kreisstraße 62.

## Geschichte
Der Weiler wurde zwischen 1731 und 1782 erstmals urkundlich erwähnt.
Der Ort befand sich samt der Niedergerichtsbarkeit in adligen Händen, zählte aber der Landeshoheit nach zum Amt Maßfeld im  Herzogtum Sachsen-Meiningen. Unterharles ist 1782 dem Hause Meiningen, nach dem unbeerbten Tode des Herrn von Marschalls zu Waltershausen, als eröffnet heimgefallen.
Unterharles wurde 1950 zunächst nach Einödhausen eingemeindet und war ab 1994 ein Ortsteil von Henneberg. Am 1. Januar 2019 wurde Unterharles gemeinsam mit Henneberg und Einödhausen zunächst als Exklave in die Kreisstadt Meiningen eingegliedert. Ab 2024 ist es nach der Eingemeindung von Sülzfeld direkt mit der Kernstadt Meiningen verbunden.

## Persönlichkeiten
- Friedrich Döbrich (1872–1953), deutscher Landwirt, Gutsbesitzer und Politiker